# 김재학 (정치인)
김재학(金載學, 1897년
5월 2일~1984년 11월 21일)은 제헌 국회의원을 역임한 대한민국의 정치인이다. 경상남도 통영시 출신이며 호는 백파(白坡)이다.

## 학력
- 일본 오사카공업전수학교를 졸업했다.

## 경력
- 주식회사 건설사설립(建設社設立) 사장을 역임했다.
- 전북 무주군에서 무풍광산 경영
- 토목건축업경영
- 조선토건협회이사
- 조선인토건공제조합장
- 동아일보 통영지국장
- 경기도 화물자동차수송협회 이사장
- 서울시 성동구 중앙시장협회 이사장
- 1948년 5월 10일 : 제헌 국회의원(경남 통영갑)

외아들 김상대(金尙大)가 있다.

## 역대 선거 결과
|  | 43.51% |

|  | 18.10% |

|  | 4.39% |

|  | 3.99% |

|  | 1.66% |

## 참고 자료
- 《대한민국 의정총람》, 국회의원총람발간위원회, 1994년
- 김재학 - 대한민국헌정회